# John William
 (septembre 2018).
Si vous disposez d'ouvrages ou d'articles de référence ou si vous connaissez des sites web de qualité traitant du thème abordé ici, merci de compléter l'article en donnant les références utiles à sa vérifiabilité et en les liant à la section « Notes et références ».
Pour les articles homonymes, voir William.
Ernest-Armand Huss dit John William est un chanteur français, né le 9 octobre 1922 à Grand-Bassam en AOF (aujourd'hui Côte d'Ivoire) et mort le 8 janvier 2011 à Antibes. Il a connu un certain succès dans les années 1960 et 1970 grâce à sa voix de baryton basse et un répertoire à la fois religieux et profane.

## Biographie

### Enfance
D'un père alsacien, Ernest-Charles Huss, colon en Côte d'Ivoire, et d'une mère ivoirienne, Henriette Amoussan, il est enlevé à sa mère dès 18 mois, puis confié, à l'âge de 8 ans, à sa cousine germaine, Eugénie Huss, à Couilly-Pont-aux-Dames, en Seine-et-Marne. Après avoir fait ses études dans un pensionnat français, il devient en 1939, à 17 ans, apprenti ajusteur-outilleur dans l'usine Renault de Boulogne-Billancourt.

### Ouvrier de la Résistance
En juin 1943, réquisitionné pour le Service Civique Rural, afin de remplacer les paysans prisonniers, il est envoyé en Charente-Maritime jusqu'en août 1943. Il est ensuite engagé à Montluçon à l'usine Sagem qui fabrique des radars pour les avions allemands.
En mars 1944, il couvre un jeune ouvrier dans la pose d'explosifs pour du matériel destiné aux nazis. La nuit suivante, l'atelier explose. Arrêté, puis incarcéré à la prison de Moulins, il est interrogé et torturé par la Gestapo. Il ne parlera pas.
En Côte d'Ivoire, sa mère est emportée par une épidémie de rougeole.

### Déporté au camp de concentration de Neuengamme
Déporté politique à 22 ans, Ernest-Armand Huss est envoyé au camp de concentration de Neuengamme, près de Hambourg (de mars 1944 à mai 1945) sous le numéro « 31103 ». Ses connaissances techniques lui sauvent la vie : capable de lire les plans de construction industrielle, il est envoyé dans une usine d'armement pour travailler comme ajusteur-outilleur. En avril 1945, environ 10 000 déportés de ce camp sont acheminés vers le port de Lübeck d'où il est transféré sur le Thielbek, puis recueilli par la Croix-Rouge suédoise.
Ernest-Armand Huss est l'un des rescapés des camps nazis à qui Serge Bilé a donné la parole dans son documentaire Noirs dans les camps nazis (1995).
De retour à Paris, il retrouve son père sur le quai d'une station de métro, mais celui-ci ne survivra à la guerre que de quelques mois.

### Débuts dans la chanson
De son expérience de déporté, Ernest-Armand Huss retire une grande foi religieuse. En chantant pour réconforter ses camarades déportés, il a découvert la beauté et la musicalité de sa voix. À la Libération, incapable de retourner travailler à l'usine qui lui rappelle trop son labeur dans les camps nazis, il prend des cours de chant et prend le pseudonyme de John William.
- 1949 - La musique américaine est à la mode en France depuis le jazz. John William chante dans les cabarets.
- 1952 - Grand prix d'interprétation de Deauville avec la chanson Je suis un nègre.
- 1954 - Il épouse Liliane Pelluau avec qui il passe le reste de sa vie. De cette union naît William puis, dix ans plus tard, Maya (qui deviendra à son tour chanteuse sous le nom de Maya William).
- 1955 - Il passe en vedette des galas de Jo Darlays à la Bourse du travail de Lyon, à l'occasion des concerts promus par l'Amicale des Artistes, comme la FAMMAC, ou les Amitiés Franco-Suisses.
- 1961 - Coq d'or de la chanson française pour Le voyageur sans étoile pour lequel il reçut également la médaille de la Ville de Paris.
- 1966 - Prix de la meilleure vente de disque de l'année au Midem à Cannes avec La Chanson de Lara.

### Succès et fin de carrière
John William enchaîne les succès avec des génériques de films qui feront le tour du monde : Alamo, Lawrence d'Arabie, Une île au soleil, Le Jour le plus long, La grande évasion, et surtout Le Docteur Jivago avec La Chanson de Lara. Il reprend également le titre Si toi aussi tu m'abandonnes du western américain Le train sifflera trois fois. Il enregistre aussi des chansons inspirées de feuilletons télévisés tels Thierry la Fronde.
- 1969 : John William devient le premier chanteur français de gospel et de negro spiritual en France[7].
- 1970 : Il devient le chanteur attitré du paquebot France, ce qui lui vaut un public d'Américains dont il est très apprécié.
- 1973 : Il est le chanteur principal de la comédie musicale Show Boat avec le célèbre Ol' Man River.
- 1986 : Il chante avec sa fille Maya, essentiellement du gospel.
- 1989 : Il devient grand-père : son fils lui donne une petite-fille (Lætitia), puis deux ans plus tard un petit-fils (Charles), en 1991.
- 1990 : Il publie une autobiographie titrée Si toi aussi tu m'abandonnes dans laquelle pour la première fois il raconte en détail sa déportation. À la suite de ce livre, déjà fortement sensible à la lutte contre l'esclavage, il se consacrera également au « travail de mémoire » en tant que rescapé de camp de concentration.
- 2005 : En mai, tournée d'adieu en Martinique qu'il lui faudra annuler en raison de problèmes de santé. En décembre de cette même année, il reçoit la Légion d'honneur.

Il meurt le 8 janvier 2011 à Antibes (Alpes-Maritimes), à l'âge de 88 ans, et est inhumé au cimetière communal des Semboules.

## Distinctions
Le 17 décembre 2005, il a été fait chevalier de la Légion d’honneur.

## Discographie
John William a enregistré plus de 350 titres parmi lesquels :
1955 - Pathé 45 EG 108
- Kaimano
- ll riait
- Kalou
- Bonjou' missié

1955 - Pathé 45 EG 113
- Hé ! Jo !
- Mélopée
- Golgotha
- Où sont-elles, les nuits ?

1955 - Pathé 45 EG 116
- Loup blanc
- Vous qui partez
- Les Yeux du diable
- Tant de nuits

1957 -  Pathé 45 EG 227
- Les Âmes fières du film Le Sherif (Jacques Plante / Lionel Newman)
- Le Train d' amour (René Rouzaud-J. Shapiro-Lou Stallman)
- Tchumbala Bey (Buscaglione / Chiosso adaptation Robert Chabrier)
- Je suis comme les autres (Marqué par la haine)  (Pierre Delanoé / Bronislau Kaper)

1957- Pathé 45 EG 250
- Day'O (The Banana Boat Song)  (Bob Carey-Alan Arkin-Erik Darling, adaptation Jacques Larue)
- Si loin de mon cœur  (Max François / Rolf Marbot)
- Cindy  (Bob Barron / Burt Long adaptation Jacques Larue)
- Tabac  (Robert Gall / Hubert Giraud)

1957 - Pathé 45 EG 304
- Mon tour est venu  (Pierre Delanoé / F. Edwards)
- Le diable au corps  (André Salvet-Hubert Ithier-J. Sherman)
- Sur la piste blanche  (Daniel Hortis / Marc Fontenoy)
- Banjo Bill de l 'Arizona  (Daniel Hortis / E. Jager)

1957 - Pathé 45 EG 314
- Je ne crains rien du film 3 heures 10 pour Yuma  (H. Ithier-A. Salvet-G. Dunine)
- Reviens à Macambo  (Diane Lambert / J. Cluck)
- Monsieur Big Bamboo  (Robert Chabrier / Silvo Siobud)
- Une île au soleil du film Une île au soleil  (Harry Belafonte / Lord Burgess, adaptation Jacques Plante)

1957 - Pathé 33 AT 111 M
- Pum pa Lum (Al Wood / Al Wood, adaptation Hubert Ithier)
- Clic et claque  (André Salvet-Hubert Ithier / Stan Jones)
- O. K. Corral du film O.K. Corral  (Jacques Dréjac / Dimitri Tiomkis)
- C'était le printemps  (Henri Contet / Claude Vasori)

1958 - Pathé 45 EG 375
- Vieux frères du film Le Pont de la rivière Kwai  (Max François / M. Arnold)
- Hadjji Baba du film Les Aventures de Hadjji Baba  (M. Dabadie / Dimitri Tiomkin)
- Toi dans ta chapelle  (Robert Varnay / M. Heyral)

1958 - Pathé 45 EG 384
- Si un jour on m' avait dit (Our Concerto) (Michel Rivgauche / Les Bagiley)
- La Fête des pêcheurs du film Le Paradis des hommes (Michel Rivgauche / A.F. Lavagnino)
- Mississippi (Old Man River) de la comédie musicale Show Boat (O. Hammerstein / J. Stern, adaptation Lucienne Boyer)
- Les Chevaliers (Jacques Datin / Claude-Henri Vic)

1958 - Pathé 45 EG 414
- Le Bleu de l'été
- Le Voyageur sans étoile

1959 - Polydor 20 884
- Annabel Lee
- Ne joue pas
- Comme Ave Maria
- Les beaux jours de nos amours

1959 - Polydor 20 886
- Esmeralda  (Paul Piot / Montagnard)
- Quand l'amour (Armand Canfora-André Salvet-Daniel Ringold)
- Mes frères  (Pierre Delanoé-Georges Aber-Maxted)
- Western  (Raymond Mamoudy / Bernard)

1959 - Polydor 20 898
- La Chanson d'Orphée du film Orfeu Negro
- Adieu tristesse
- Je voudrais
- Kilindini docks

1959 - Polydor 20 917
- C'est l'amour qui veut ça  (Raymond Mamoudy-Conor-Reine)
- Y' avait Fanny  (Claude Delécluse-Michelle Senlis)
- La Marche des cavaliers du film Les Cavaliers (Jones / Gérald)
- Qu'il fait bon vivre (Pierre Delanoé-Rolf Marbot-Georges Aber)

1959 - Polydor 20 20932
- Billy

1959 - Polydor 45 570
- Pour la vie (Endlessly)  (R. Otis / Benton adaptation André Salvet)
- Le Petit Diable  (Robert Gall-Modoka-Marascalco)
- Les Soupirs du vent (The Wind in the Riggin)  (Wayne / Cabot, adaptation Michel Rivgauche)
- La Flemme de vivre (C. Pelletier / Luent)
- Pas de pitié du film Rio Bravo  (M. Dabadie-Capez / Dimitri Tiomkin
- Sur la piste (On the Trail) du film Grand Canyon (André Salvet-Max François-Grosé)
- Les Petits Âmes de Paris  (Robert Gall / Balta)
- La Chapelle enchantée (Michel Vaucaire / Charles Dumont)
- Tu prends mon cœur (Here Goes my Heart) (Silver / Davis, adaptation Georges Aber)

1960 - Polydor 21 723
- Les Conquistadors
- Lamento (Pour l'amour de toi)
- Dis-moi
- Pour ton amour

1960 - Polydor 21 735
- Ma guitare
- Les Héros de mon enfance
- Chanson du Jangadeiro
- Black Boy

1960 - Polydor 21 766
- Le Bleu de l'été (Green Leaves of Summer) du film Alamo (Henri Contet / Dimitri Tiomkin)
- L'Orage (Maxted-Pierre Delanoé-Georges Aber)
- Summertime (C'est l'été)  (G. Gershwin-René Rouzaud)
- Adieu mama (René Denoncin / Noël Roux)

1961 - Polydor 21 782
- Marin  (M. Scharfenberger-S. Busch, adaptaation Jean Broussolle)
- O'Monica  (G. Graves-Wim Van de Weld, adaptation Jean Broussolle)
- Au pays des merveilles (Wonderland by Night) (Klaus Gunter Neumann / Jacques Plante)
- Quand le soleil  (C. / C. Pelletier-Robert Varnay)

1961 - Polydor 21 789
- Voyageur sans étoile  (Eddy Marnay / Guy Magenta)
- L'Écho de mon cœur  (Don Corta-J. Delval-Daniel Hortis)
- N'oublie pas  (Mick Micheyl / Mick Micheyl)
- Jenny, oh Jenny  (J. Jurgens-Jean Broussolle)

1961 - Polydor 21 087
- Navarone du film Les Canons de Navarone (Paul Francis Webster / Dimitri Tiomkin, adaptation Jean Broussolle)
- Un oiseau blanc  (Jacques Larue / Guy Magenta)
- Comme une symphonie  (P. Donaggio / Hubert Ithier)
- Michael  (J. Borel / D. Fisher)

1961 - Polydor 21 832
- Je ne t'oublierai jamais  (Eddy Marnay / Guy Magenta)
- Les Guitares du diable  (Eddy Marnay / Guy Magenta)
- Le Pont vers le soleil  (Georges Auric / Guy Magenta)
- Johnny, rappelle-toi  (Pierre Delanoé / Geoffrey Goddard)

1962 - Polydor 33T 45 582
- Sacré grand John (Big Bad Joe)  (Jimmy Dean / Claude Zary)
- En suivant notre amour  (Jean Renard / Pierre Saka)
- Elle a tout pour elle (Michael Thomas (Martin Böttcher) / Jean Dréjac)
- Tango de nuit  (Karl Götz / Serge Castel)

1962 - Polydor 27 003
- Le Jour le plus long du film Le Jour le plus long (Eddy Marnay / Paul Anka)
- Les Bravados du film Les Bravados (Forrel-Onorati-Raymond Mamoudy-Polack-Thomas)
- Quand le soleil était là (Cuando calienta el sol) (C. Rigal / Fernand Bonifay)
- Je reviendrai My Love  (A. Byron-P. Evans-André Pascal-Maurice Tézé)

1962 - Polydor 27 007
- Minuit chrétien  (Adam / Roquenaure)
- Marche des rois mages  (Alphonse Daudet / Georges Bizet)
- Douce nuit, sainte nuit  (André Salvet-Lucien Morisse / Raymond Lefevre)
- Vive le vent  (Marbot / Branché) 1962 - Trianon 33T
- Je suis un nègre  (Robert Chabrier-Roger Nicolas / Jo Moutet)
- Kalou  (Hubert Ithier / H. Teixeira)
- Jericho
- Si toi aussi tu m'abandonnes du film Le train sifflera trois fois (D. Tiomkis-Max François-Henri Contet)

1963 - Polydor 27 037
- Colorado (Quand je reviendrai à l'horizon)  (André Pascal / Paul Mauriat-Raymond Lefevre)
- L'Émigrant (Wayward Wind) (Stan Lebowsky-Herb Newman-A. Pascal)
- La Rose des sables du film Lawrance d' Arabie  (Eddy Marnay / Maurice Jarre)
- Si peu de temps  (So Little Time) du film Les 55 jours de Pékin (F. Webster-D. Tiomkin-Henri Contet)

1963 - Polydor 27 066
- La Grande Évasion  (Jil et Jan / Elmer Bernstein)
- La Longue Marche  (J. W. Stole / Del Roma, adaptation Jacques Plante)
- La Conquête de l'Ouest  (Eddy Marnay / A. Newman)
- Parce-qu'un homme  (René Denoncin-Serge Castel-André Pascal)

1963 - Polydor 27 098
- Thierry la Fronde (La Marche des compagnons)  (Jacques Loussier / Jean-Claude Deret)
- La vie continue  (Pierre Delanoé / William Stanley)
- Les Vainqueurs  (Eddy Marnay / Sol Kaplan)
- Bayard  (Charles Dumont / Charles Dumont)

1964 - Polydor 27 141
- Merci, Dieu merci
- Swing Low
- Va mon cœur (Deep River)
- Qui peut savoir (Nobody Knows the Trouble)

1964 - Polydor 27 145
- Sans toi...loin de toi (St James Infirmary)  (Pierre Carrel)
- Ezékiel dans le ciel (Jean-Claude Dera / J. Ardley)
- Michael (Michael Row the Boat Ashne)  (D. Fisher / J. Borel)
- Paix aux pauvres gens (Go down moses)  (Posterat)

1964 - Polydor 27 149
- Le Soleil couchant  (Ralph Berney / Armand Mignani)
- Zoulous  (John Barry / Guy Berthet)
- Quatre garçons dans le vent (A Hard Day's Night)  (John Lennon / John Lennon, adaptation Georges Aber)
- Les Roses de Turnberg  (Georges Garvarentz / M. Perides-Falconnier)

1964 - Polydor 27 170
- Goldfinger du film Goldfinger (Eddy Marnay / John Barry)
- La Montagne, ma rivière (On more mountain)  (P. Vance-S. Snyder-G. Tudy)
- Le Sable (Sand) (Don Robertson-All Blair / Jean-Max Rivière-Gérard Bourgeois)
- Je ne pourrai jamais t'oublier  (Jean Fénol-M. Boubert-Jacques Yvart)

1965 - Polydor 27 198
- Le Jour d'après  (Eddy Marnay / Edgar Cosma)
- Quand la vallée s' endormira  (Jacques Dambrois / Jean-Claude Pelletier)
- Marqué  (Eddy Marnay / Dominic Frontière)
- Tant  (D. Barno / Wes Farrel, adaptation Jacques Dambrois)

1965 - Polydor 27 227 duo avec Willy William
- Mon livret  (Georges Blanès / Michel Rivgauche)
- Une carte de Noël  (Marc Hegral / Raymond Mamoudy)
- Dors petite sœur  (Jacques Yvart / Herbedian)
- Papa Noël n'oublie personne  (Jean Fénol / Maurice Boudert)

1966 - Polydor 27 245
- Pax Hominibus  (Bob Callati / Jean-Claude Deret)
- Quatre bouts de bois  (Bob Callati / A. Puisnay)
- Regarde la lumière  (Leo Chaulac / Jacques Dambrois)
- Avec tes quatre enfants  (Bob Callati / A. Puisnay)

1966 - Polydor 27 258
- La Chanson de Lara du film Le Docteur Jivago (Hubert Ithier / Maurice Jarre)
- Frère John  (Randy Sparks / Roger Desbois)
- Chanson pour Willy  (Jean-Loup Chauby / Bob du Pac)
- Sans elle  (Randy Sparks / Roger Desbois)

1967 - Polydor 27 303
- C'est ma chanson (This is My Song) (Charles Chaplin, adaptation Pierre Delanoé)
- Dis-moi pourquoi tu pleures  (W. Scherfenberger-Bob du Pac-JL Chauby)
- Les Jeux des amoureux (Eddy Marnay / James Last)
- Si les clochers (JL Chauby / Bob du Pac)

1967 - Polydor 27 310
- La Chanson de Yohann (Eddy Marnay / Georges Delarue)
- Hier sans vous  (Bob du Pac-John Barry-M. David)
- Commando spatial  (P. Thomas / Piere Amel)
- Revoir mon village  (Louis Marischal / Georges Liferman)

1967 - Polydor 27 335
- La Dernière Valse
- Le soleil s'est levé
- Un monde meilleur adapté de la 9e symphonie de Antonin Dvorak
- Le Vin des vendanges

1968 - Polydor 27 351
- Douchba
- Les Partisans
- Plaine ma plaine
- Le soleil s'est levé

1969 - Polydor 66 643
- Quand je suis triste (No time for love)  (Charles Dumont-André Salvet / Normann Newell)
- Father Martin  (de Fonseca / Gilles Jérôme)

1969 - Polydor 66 645
- Marie lève-toi et marche (Robert Chabrier / Alice Dona)
- L'Homme le plus fort (Raymonde Carat / Ted Scotto)

1969 - Riviera 121 246
- Oh Happy Day (Merci Seigneur)  (Ann Gregory / Edwin Hawkins)
- Sayonara  (Jean-Michel Rivat / Frank Thomas)

1969 - Riviera 121 274
- Le Rêve de ma vie  (Hubert Ithier / P. Adam)
- L'Or de mon jardin (Ralph Bernet / Gilles Jérôme)

1969 - Riviera 231 361
- Jean  (Eddy Marnay / R. MacQuen)
- Doux est notre amour

1969 - Riviera 251 351
- Isadora  (Pierre Delanoé / Maurice Jarre)
- Revolver  (Ralph Berney / Revaux)
- Oh Happy Day
- Sayonara  (Jean-Michel Rivat / Frank Thomas)

1970 - Riviera 121 303
- L'Étoile filante  (Wam'drin' Star)  (Maurice Vidalin-Alan Jay Lerner-F. Loewe)
- Tous les printemps sur la terre (Stray)  (Ngimble / E. Gold adaptation Vline Buggy)

1972 - Riviera 121 421
- ll était une fois la révolution (Ennio Morricone)
- Avec leur musique
- Donnez-nous aujourd'hui
- Du haut du Sacré-cœur
- Il reviendra
- Ils crucifieront
- J'ai prié pour toi
- Seize tonnes (Sixteen Tons)
- Sentimental
- Un autre univers
- Pour vous je chante
- Paris, c'est trop grand pour moi
- Ma maison de Kentucky
- Ne pleurez pas
- Notre père
- Ouvre les yeux éveille-toi
- L'Été de la liberté en duo avec Maya William
- Le Chemin du ciel
- Les Grilles de ma maison
- Long, long, long
- Loango
- Les Chevaliers du ciel du feuilleton télévisé Les Chevaliers du ciel
- Parce qu' un homme
- Plus d'amour
- Vayas con dios
- La Fontaine des amours
- Tu n'as pas le droit
- Un certain sourire (A Certain Smile)
- Stormy Weather

### Filmographie
- Thierry la Fronde (feuilleton télévisé), épisode L'ogre de Brocéliande (saison 4, épisode 6) : l'Ogre

## Écrits
- John William, "Si toi aussi tu m'abandonnes...", Paris, Les Éditions du Cerf, 1990, 181 p. (ISBN 978-2-204-04173-7, présentation en ligne)